# Курдюмов Георгій В'ячеславович
Гео́ргій В'ячесла́вович Курдю́мов (14 (1) лютого 1902, Рильськ — 7 липня 1996, Москва) — металофізик. Академік АН УРСР (1939 рік), АН СРСР (1953, з 1991 — Російської АН), Герой Соціалістичної Праці (1969), 1970 — член академії наук НДР. Брат Олександра Курдюмова.

## Життєпис
Народився в місті Рильськ (нині Курської області РФ). 1919 закінчив школу, деякий час працював шкільним інспектором.
1926 закінчив Ленінградський політехнічний інститут. 1926 — аспірант Ленінградського фізико-технічного інституту; 1928 — доцент; 1929 — у науковому відрядженні в Німеччині. В 1930—32 завідував рентгенографічною лабораторією Ленінградського фізико-технічного інституту.
1932 року переїхав до Дніпропетровська, працював завідувачем рентгенографічної лабораторії Дніпропетровського фізико-технічного інституту та в Дніпропетровському університеті.
В роки Другої світової війни разом з інститутом був евакуйований на Урал, працював над створенням спеціальних сортів сталі для артилерії й танків, наприкінці війни інститут переведено до Москви. 1944 року Курдюмов призначений і залишався до 1978 року директором Інституту металознавства і фізики металів Центрального науково-дослідницького інституту чорної металургії в Москві.
З 1945 до 1951 працював у Києві директором-організатором лабораторії металофізики АН УРСР (Інститут металофізики НАН України), тісне співробітництво було в науковій царині з учнем Гріднєвим В. Н.
В 1962—1973 був директором-засновником Інституту фізики твердого тіла АН СРСР.
Створив теорію мартенситних перетворень, разом з професором Л. Г. Хандросом виявив 1949 року термопружну рівновагу при фазових перетвореннях мартенситного типу, яку передбачив у 1948 р.
Створив власну наукову школу, є автором понад 150 наукових праць з металофізики.
1980 року зареєстровано його відкриття 1948 р. «ефект Курдюмова».
Лауреат Державної премії СРСР 1949 р., Державної премії УРСР у галузі науки і техніки — 1984 р.
Нагороджений Золотою зіркою Героя Соціалістичної Праці, орденами Леніна, орденом Жовтневої Революції, орденами Трудового Червоного Прапора.
Серед його учнів — Каменецька Діна Семенівна, Немошкаленко Володимир Володимирович, Трефілов Віктор Іванович, Арбузов Мойсей Петрович, Коваль Юрій Миколайович.
На вшанування пам'яті Курдюмова його ім'я присвоєно Інституту металофізики НАН України, а Президія НАН України заснувала премію ім. Г.Курдюмова.